# Mario Stojić
Mario Stojić (Mannheim, 6. svibnja 1980.) je hrvatski profesionalni košarkaš. Igra na poziciji krila, a trenutačno je član španjolskog CB Lucentum Alicantea. 

## ACB
13. kolovoza 2009. raskinuo suradnju s Menorcom, španjolskim klubom u kojem je proveo posljednje četiri sezone. Stojić je posljednjih sezona bio kapetan Menorce, ljubimac navijača i daleko najbolji igrač. U Menorci je ostao upamćen kao jedan od najboljih košarkaša svih vremena. Odigrao je najviše utakmica u ACB ligi (134), upisan je kao najbolji strijelac (1,723 koševa), asistent (231), te je jedan od najboljih kradljivaca kluba ikada (116). No, kako je klub ispao u drugu ligi, Stojić je odlučio potražiti drugu destinaciju. Njegov novi klub trebao bi biti novi prvoligaš Alicante s kojim je navodno dogovorio suradnju na dvije godine. Zanimljivo, Alicante je klub u kojem je Stojić debitirao u španjolskoj ACB ligi 2002., odakle je kasnije prešao u madridski Real.

## Statistika
| Sezona    | Klub      | Liga | Sus. | MPS | SPS | APS | PPS  |
| --------- | --------- | ---- | ---- | --- | --- | --- | ---- |
| 2002./03. | Alicante  | ACB  | 27   | 24  | 2.1 | 1.6 | 8    |
| 2003./04. | R. Madrid | ACB  | 33   | 24  | 2.5 | 1   | 5.4  |
| 2004./05. | R. Madrid | ACB  | 26   | 10  | 0.9 | 0.3 | 2.4  |
| 2005./06. | Menorca   | ACB  | 34   | 26  | 2.3 | 1.5 | 10.6 |
| 2006./07. | Menorca   | ACB  | 34   | 26  | 2.7 | 2.2 | 10.6 |

| Doigravanje | Klub      | Liga | Sus. | MPS | SPS | APS | PPS |
| ----------- | --------- | ---- | ---- | --- | --- | --- | --- |
| 2002./03.   | Alicante  | ACB  | 3    | 31  | 1.7 | 3   | 5.3 |
| 2003./04.   | R. Madrid | ACB  | 4    | 27  | 2.7 | 0.7 | 6.7 |

## Vanjske poveznice
- Profil  Arhivirana inačica izvorne stranice od 7. prosinca 2016. (Wayback Machine) na ACB.com